# Todsaporn Sri-reung
Todsaporn Sri-reung (Thai: สุประวีณ์ มีประทัง; * 18. März 1990 in Bangkok) ist ein thailändischer Fußballspieler.

## Karriere

### Verein
Seine fußballerische Laufbahn begann 2005 im Assumption College. Seinen ersten Vertrag unterschrieb er 2007 bei Port Authority. Hier spielte er in 2 Jahren 6_mal für das Team. 2009 wechselte er nach Samut Songkhram zum dortigen Samut Songkhram FC. 2013 ging er zu Army United, einem Verein der in Bangkok beheimatet ist. Nach 29 Spielen für Army wechselte er zu Police Tero FC. Hier unterschrieb er einen langfristigen Vertrag. Nachdem er 2014 und 2015 67 Spiele für Police absolviert hatte, wurde er 2016 an den Aufsteiger in die Thai Premier League, Pattaya United, ausgeliehen. Für den Aufsteiger stand er 16-mal im Tor. 2017 wurde er an den Zweitligisten Nakhon Pathom United FC ausgeliehen. 24-mal lief er für den Verein auf. Der Erstligaverein Nakhon Ratchasima FC lieh ihn 2018 für eine Saison aus. Als Ersatztorwart stand er 4-mal auf dem Feld. Die Saison 2019 wurde er vom Erstligaaufsteiger Trat FC unter Vertrag genommen. Für den Erstligisten aus Trat stand er 22 Mal im Tor. Nach der Saison unterschrieb er für 2020 einen Vertrag beim Erstligaaufsteiger Rayong FC. Der Club aus Rayong wurde in der Saison 2019 dritter der zweiten Liga und stieg somit in die erste Liga auf. Nach drei Spielen wechselte er Anfang August zu seinem ehemaligen Verein Trat FC. Am Ende der Saison 2020/21 musste er mit Trat als Tabellenvorletzter in die zweite Liga absteigen. Im Juni 2021 wechselte er für 6 Wochen zum Erstligisten Ratchaburi Mitr Phol. Hier stand er als Ersatztorwart für die AFC Champions League im Aufgebot. Nach dem Ausscheiden kehrte er im Juli 2021 zum Trat FC zurück. Für Trat stand er 28-mal zwischen den Pfosten. Im Juli 2022 unterschrieb er einen Vertrag beim Erstligaabsteiger Chiangmai United FC. In der Hinrunde kam er für den Verein aus Chiangmai nicht zum Einsatz. Anfang Januar 2023 wurde sein Vertrag in Chiangmai aufgelöst. Im Januar 2023 unterschrieb er einen Vertrag bei seinem ehemaligen Verein Ratchaburi FC. Hier kam er jedoch nicht zum Einsatz. Der Erstligaabsteiger Trat FC nahm ihn im Juli 2024 wieder unter Vertrag.

### Nationalmannschaft
Todsaporn Sri-reung spielte von 2004 bis 2009 in verschiedenen Juniorennationalmannschaften seines Heimatlandes.

## Erfolge
BEC–Tero Sasana FC
- Thailändischer Ligapokalsieger: 2014
- Toyota-Premier-Cup-Sieger: 2015